# Suzak Inc.
Suzak (株式会社朱雀 Kabushiki-gaisha Suzaku?)  es una empresa de desarrollo de videojuegos  con base en Japón. Suzak ha trabajado con Nintendo en el desarrollo de Videojuegos basados en su propiedad intelectual, tales como Wario: Master of Disguise y F-Zero Climax. Han creado numerosos juegos para las consolas PlayStation 2, Game Boy Advance, y Nintendo DS.

## Juegos desarrollados por SUZAK
- Zekkyō Senshi Sakeburein (Nintendo, Nintendo DS)
- Domo-kun no Fushigi Terebi (Nintendo, Game Boy Advance)
- F-Zero Climax (Nintendo, Game Boy Advance)
- F-Zero: GP Legend (Nintendo, Game Boy Advance)
- Kaiketsu Zorori to Mahou no Yuuenchi Ohimesama wo Sukue! (Game Boy Advance)
- Shin Megami Tensei: Devil Children: Puzzle de Call (Game Boy Advance)
- Domo-kun no Fushigi Terebi (21 de febrero de 2002, Nintendo, Game Boy Advance)
- Catan (N-Gage)
- Far East of Eden II: Manji Maru (Nintendo DS)
- Wario: Master of Disguise (Nintendo, Nintendo DS)
- 開発中 (Currently in development, Nintendo DS)
- Boing! Docomodake DS (Nintendo DS)
- 開発中 (Currently in development, PSP)
- Kaiketsu Zorori Mezase! Itazura King (PlayStation 2)
- Kousoku Kidoutai: World Super Police (PlayStation 2)
- Rhythmic Star! (PlayStation 2)
- Shin Bakusou Dekotora Densetsu: Tenkatou Icchoujou Kessen (PlayStation 2)
- Dokapon Journey (Nintendo DS)
- Umihara Kawase Jun Second Edition Kanzenban (Genterprise, Nintendo DS)
- Wizardry: Seimei no Setsu (Genterprise, Nintendo DS)